# Blechnum hirsutum
Blechnum hirsutum là một loài dương xỉ trong họ Blechnaceae. Loài này được Rosenst. mô tả khoa học đầu tiên năm 1910.